# Galerie Kovacek & Zetter

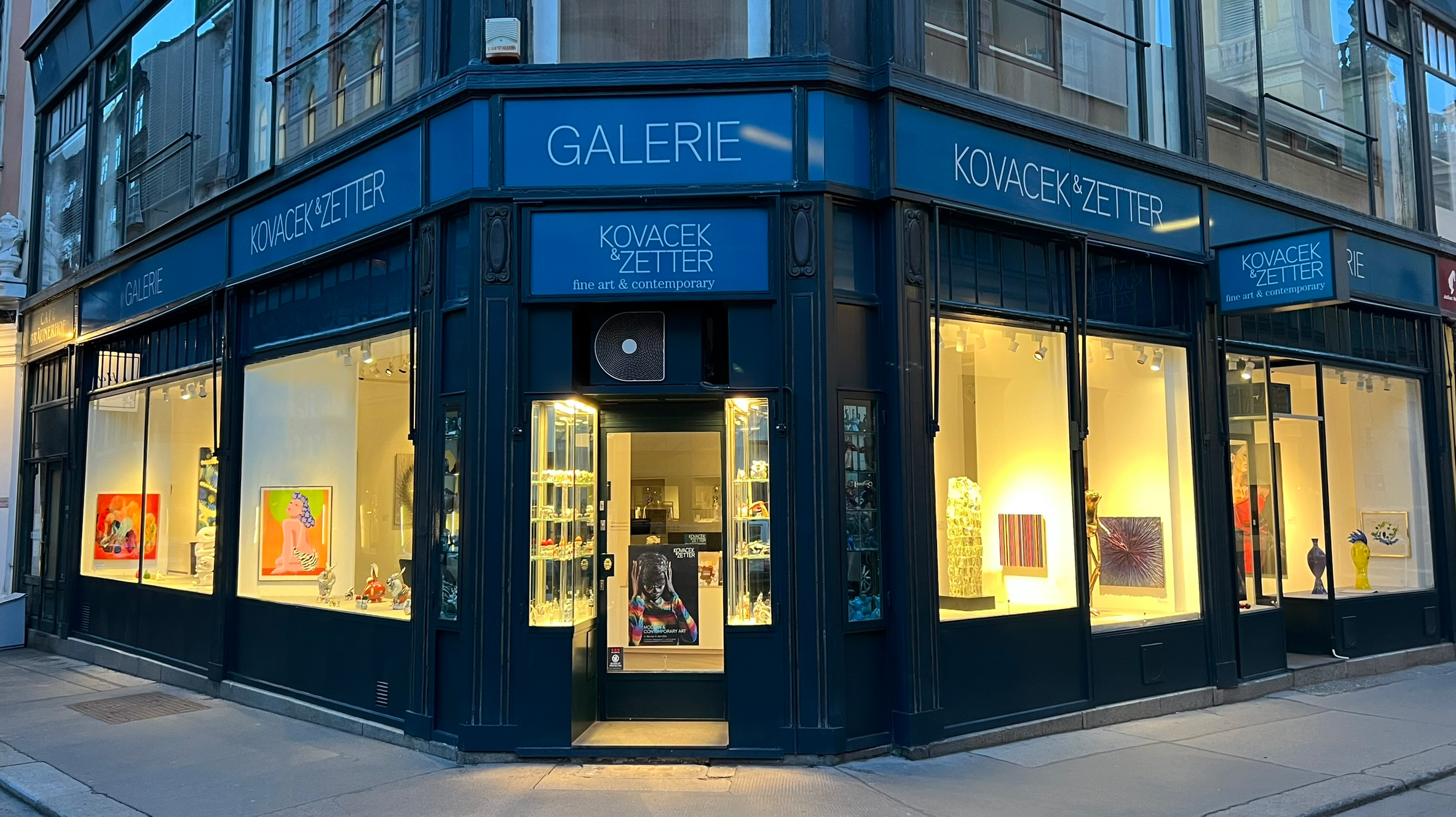
Galerie Kovacek & Zetter, Außenansicht

Die Galerie Kovacek & Zetter ist eine Wiener Galerie, die 1999 von Claudia Kovacek-Longin und Sophie Zetter-Schwaiger gegründet wurde. Sie befindet sich in der Innenstadt in der Stallburggasse und wurde 2006 räumlich stark erweitert.

## Geschichte und Galerieprogramm
Im Jahr 1999 gründen Sophie Zetter-Schwaiger und Claudia Kovacek-Longin die Galerie in der Wiener Innenstadt Ecke Stallburggasse und Bräunerstraße. Werke von Albin Egger-Lienz, Oskar Laske, Gustav Klimt, Oskar Kokoschka, Egon Schiele und Alfons Walde sind Bestandteil des Programms. Auch dem österreichischen Stimmungsimpressionismus mit Arbeiten von Tina Blau, Marie Egner, Theodor von Hörmann, Leontine von Littrow, Emil Jakob Schindler und Olga Wisinger-Florian wird ein Raum eingeräumt.
2006 übernahmen die beiden Galeristinnen den benachbarten Kunstsalon Kovacek in der Stallburggasse und legten die beiden Geschäfte zusammen. Seither erstrecken sich die Räumlichkeiten der Galerie mit 300 m² über drei Stockwerke, in denen Bilder und Skulpturen präsentiert werden.
Die Galerie hat ihren Fokus auch auf zeitgenössische Kunst gerichtet. Dabei werden die Wegbereiter der österreichischen abstrakten Kunst, Wolfgang Hollegha, Josef Mikl, Markus Prachensky und Max Weiler, ebenso gezeigt, wie  Arbeiten der österreichischen Künstlerinnen Maria Lassnig, Kiki Kogelnik und Xenia Hausner. Für einige Künstler hat die Galerie Kovacek & Zetter die Wien-Repräsentanz übernommen. So gehören die Glas- und Keramikkünstlerin Rosemarie Benedikt, der Maler Anselm Glück, der Linzer Künstler Beni Altmüller, die Malerin Ingrid Brandstetter und die Bildhauerin Barbara Szüts sowie der italienische Glaskünstler Massimo Lunardon zum fixen Programm der Galerie.
In den letzten Jahren kommt der zeitgenössischen Kunst immer größere Bedeutung zu. Mit Erwin Wurm, Hubert Scheibl, Jakob Gasteiger, Gunter Damisch und Eduard Angeli sind herausragende österreichische Künstler mit besonders interessanten Werken im Galerienprogramm präsent. Neben der Malerei spielt auch das Design und der skulpturale Bereich eine wichtige Rolle.
Jährlich werden vier bis sechs Ausstellungen in den Galerieräumen veranstaltet, die jeweils von einem Katalog begleitet werden. Die einzelnen Präsentationen sind unterschiedlichen Epochen gewidmet, wobei einmal der Schwerpunkt auf der Malerei des Stimmungsimpressionismus liegt oder man sich mehr auf die klassische Moderne und die Kunst nach 1945 konzentriert. Auch die zeitgenössischen Ausstellungen werden von Katalogen begleitet. Die Galerie garantiert für die Echtheit der angebotenen Kunstwerke.
Die Galerie Kovacek & Zetter nimmt regelmäßig an Kunstmessen im In- und Ausland teil, wie der Art&Antique in der Wiener Hofburg und der art austria oder der Highlights – Internationale Kunstmesse München. 2023 nimmt die Galerie erstmals bei der art KARLSRUHE teil.
Im November 2025 eröffnet die Galerie einen zweiten Standort in der Plankengasse 5 im 1. Wiener Gemeindebezirk. Auf zwei Etagen zeigt die Galerie Kovacek & Zetter Plankengasse zeitgenössische Kunst auf höchstem Niveau mit einem Fokus auf weiblichen und jungen Positionen.

## Einzelausstellungen
- 1999 Eröffnungsausstellung Norbertine Bresslern-Roth, Faszination Tier, 2. Oktober bis 23. Dezember 1999
- 2000
  - Ludwig Heinrich Jungnickel, 25. März bis 13. Mai 2000
  - Norbertine Bresslern-Roth, 15. September bis 11. Oktober 2000
  - Walter Bosse, Leben, Kunst und Handwerk 1904 – 1979, 3. November bis 2. Dezember 2000
- 2001
  - Oskar Kokoschka, Arbeiten auf Papier, 4. Mai bis 30. Juni 2001
  - Gustav Hessing, 20. September bis 15. Oktober 2001
- 2002
  - Peter Kubovsky, Paris – Venedig – Prag. Stadtlandschaften, 13. März bis 20. April 2002
  - Josef Floch, Der Künstler und sein Modell, 3. Mai bis 29. Juni 2002
  - Rosemarie Benedikt, Tiere und Figuren aus Porzellan, 4. Juni bis 27. Juli 2002
  - Oskar Laske, Der phantastische Erzähler, 27. September bis 9. November 2002
- 2003
  - Ludwig Heinrich Jungnickel, Das Tier in der Kunst, 1. April bis 31. Mai 2003
  - Gerlinde Gorla, Die innere Stadt. Fotografien aus Venedig, 4. Juni bis 11. Juli 2003
  - Herbstausstellung 2003 mit Sonderausstellung Norbertine Bresslern-Roth, 26. September bis 25. Oktober 2003
- 2004
  - Karl Stark, Arbeiten von 1951 – 2002, 12. März bis 24. April 2004
  - Rosemarie Benedikt, Aus Ton gedichtet, 7. Mai bis 3. Juli 2004
  - Herbstausstellung 2004 mit Sonderausstellung Kiki Kogelnik: Pop Art and Venetian Heads, 24. September bis 30. Oktober 2004
- 2005
  - Ludwig Heinrich Jungnickel, Jubiläumsausstellung, 11. März bis 30. April 2005
  - Anselm Glück, schlafwandler und doppelgänger, 12. Mai bis 25. Juni 2005
  - Herbstausstellung 2005 mit Sonderausstellung Norbertine Bresslern-Roth, 23. September bis 29. Oktober 2005
  - Rosemarie Benedikt, Figuren und Miniaturen aus Porzellan, 25. November bis 23. Dezember 2005
- 2006
  - Karl Stark, 24. März bis 22. April 2006
  - Oskar Laske, Die wundersame Welt des Oskar Laske, 12. Mai bis 24. Juni 2006
- 2007
  - Rosemarie Benedikt, Glass Families – Murano 2006/07, 20. April bis 12. Mai 2007
  - Anselm Glück, gemeinsam sind wir mehr, 16. Mai bis 30. Juni 2007
- 2008 Oskar Laske, Auf Weltreise mit Oskar Laske, 18. April bis 31. Mai 2008
- 2009 Rosemarie Benedikt, Celebrating Generations. Murano 2009, 6. Mai bis 6. Juni 2009
- 2010
  - Wilfried Zeller-Zellenberg, Seid lieb zueinander. Arbeiten 1955–1977, 24. November bis 30. Dezember 2010
  - Anselm Glück, die gute nachricht. der brave bote. der schöne weg., 30. April bis 18. Mai 2010
  - Gustav Peichl, Buntstiftgeister, 9. Juni bis 29. Juni 2010
- 2012
  - Beni Altmüller, Im All der Gründe, 27. Jänner bis 18. Februar 2012
  - Anselm Glück, der zur schau gestellte blick, 31. Mai bis 13. Juni 2012
- 2013 Rosemarie Benedikt, Amazing World. Murano 2012/13, 25. April bis 1. Juni 2013
- 2014
  - Beni Altmüller, Aussicht ins Offene, 18. Jänner bis 8. Februar 2014
  - Anselm Glück, anselm glück,  22. März  bis 12. April 2014
  - Wolfgang Hollegha, Josef Mikl, Markus Prachensky: Abstraktionen in Österreich, 8. Mai bis 7. Juni
- 2015
  - Massimo Lunardon, ALIENI, 17. April bis 9. Mai 2015
  - Ingrid Brandstetter, DIWAN – DIWAN, 23. Mai bis 13. Juni 2015
- 2016
  - Max Weiler, Kunst als Schöpfung, 22. April – 28. Mai 2016
- 2017
  - Anselm Glück, schlafwandler und doppelgänger, 5. – 20. Mai 2017
  - Ingrid Brandstetter, Zwischenwelten, 2. – 30. Juni 2017
- 2018
  - Beni Altmüller, Einsichten – Aussichten, 22. Jänner – 10. Februar 2018
  - Massimo Lunardon, Mutazioni, 22. Jänner – 10. Februar 2018
  - Oskar Laske, Grosses Welttheater, 17. April – 12. Mai 2018
  - Kiki Kogelnik, Superwoman, 5. Oktober – 3. November 2018
- 2019
  - Trinkaus. Szüts. Deutsch, Im Flow, 18. Jänner – 9. Februar 2019
  - Eduard Angeli, 22. März – 20. April 2019
  - Rosemarie Benedikt, Mondi Colorati, 17. Mai – 15. Juni 2019
  - Maria Lassnig, Vom Über-mut des Malens, 4. – 31. Oktober 2019
- 2020
  - Anselm Glück, fast wär ich’s nicht, 18. Mai – 13. Juni 2020
  - Ingrid Brandstetter, En Voyage - Allegro con Spirito, 15. Juni bis 3. Juli 2020
- 2021
  - Alfred Haberpointner, Von Existenz und Form, 27. Mai – 2. Juli 2021
  - Alfons Walde, Ein Tiroler mit Weltruhm, 13. September – 30. Oktober 2021
  - Rosemarie Benedikt, Terra Magica, 22. November – 18. Dezember 2021
- 2022
  - Eduard Angeli, 29. April – 28. Mai 2022
  - Ingrid Brandstetter, Innenwelten - For a better World, 10. Juni – 1. Juli 2022
  - Beni Altmüller, Muster und Zusammenhänge, 1. Dezember 2022 – 7. Jänner 2023
  - Massimo Lunardon, Think Tank, 1. Dezember 2022 – 7. Jänner 2023
- 2023
  - People/Diversity 2.0, 24. April – 20. Mai 2023
  - anselm glück, schlafwandler und doppelgänger, 1. bis 24. Juni 2023
  - Arik Brauer, Erzähler, Visionär und Menschenfreund, 11. November – 23. Dezember 2023
- 2024
  - Eduard Angeli, Die Magie der Stille, 8.–25. Mai 2024
  - Ingrid Brandstetter, Rollenspiel, 7.–28. Juni 2024
  - Rosemarie Benedikt, a world of wonder, 6. Dezember 2024 – 4. Jänner 2025